# Paradis Station
Paradis Station (Paradis holdeplass) er en jernbanestation på Jærbanen, en del af Sørlandsbanen, der ligger i bydelen Våland i Stavanger i Norge. Stationen består af to spor med en delvist overdækket øperron imellem. I den sydlige ende er der en ankomstbygning med trappe og elevator i tilslutning til Strømsbrua, og i den nordlige ende er der en tilsvarende bygning bag Statens Hus, der giver forbindelse til Lagårdsveien.
Stationen åbnede 16. november 2009, hvor den erstattede Hillevåg Station. Den er en af tre nye stationer, der blev etableret, da banen mellem Stavanger og Sandnes blev udvidet til dobbeltspor. Forud for åbningen blev stationen kritiseret for at ligge lige lovligt tæt på Stavanger Station, men Jernbaneverket mente, at placeringen var perfekt. Den er således godt tilgængelig for folk der bor i Storhaug og Våland i modsætning til Hillevåg Station, der kun betjente Våland og Hillevåg. Stationen betød også, at toget blev et godt alternativ til bus for eleverne på Godalen videregående skole, da det bedste busstoppested for dem ligger ved samme vejkryds som den nye station. Endelig blev der igangsat omfattende byggerier af kontorer og lejligheder ved stationen, mens den blev etableret.
Navnet Paradis er noget misvisende, da stationen ligger i bydelen Våland og ikke i det område i Stavanger, der traditionelt betegnes som Paradis.